# Ilona Graenitz
Ilona Graenitz, née le 15 mars 1943 à Vienne et morte le 17 juillet 2022, est une femme politique autrichienne.
Membre du Parti social-démocrate d'Autriche, elle siège au Conseil national de 1986 à 1996 et au Parlement européen de 1995 à 1999.